# Mjädeänvärri
Mjädeänvärri är en kulle i Finland. Den ligger i Utsjoki kommun i landskapet Lappland, i den norra delen av landet, 1 000 km norr om huvudstaden Helsingfors. Toppen på Mjädeänvärri är 431 meter över havet, eller 55 meter över den omgivande terrängen. Bredden vid basen är 0,81 km. Mjädeänvärri ingår i Paistunturit.
Terrängen runt Mjädeänvärri är huvudsakligen kuperad, men åt sydost är den platt.  Trakten runt Mjädeänvärri är nära nog obefolkad, med mindre än två invånare per kvadratkilometer. Närmaste större samhälle är Karigasniemi, 3,2 km sydväst om Mjädeänvärri. 